# Isthminia panamensis
Isthminia panamensis (genoemd naar de Republiek Panama en haar inwoners) is een uitgestorven middelgrote rivierdolfijnachtige uit het Laat-Mioceen in wat nu de kusten van Panama zijn, ongeveer 6,1 miljoen tot 5,8 miljoen jaar geleden. De soort is bekend van de litorale Chagres-formatie.
Op basis van het fossiele materiaal, waaronder een partiële schedel, wordt de lengte van deze soort geschat op circa 285 cm. Isthminia had waarschijnlijk een voornamelijk mariene leefwijze.